# Sparasion trilaminatum
Sparasion trilaminatum is een vliesvleugelig insect uit de familie van de Scelionidae. De wetenschappelijke naam van de soort is voor het eerst geldig gepubliceerd in 1906 door Kieffer.